# 스프링필드 선더버즈
| 스프링필드 선더버즈 | |
| 콘퍼런스            | 동부 콘퍼런스 |
| 디비전              | 애틀랜틱 디비전 |
| 설립연도            | 1975년 |
| 해체연도            | |
| 역사                | 이리 블레이즈 (1975년~1982년) 볼티모어 스킵잭스 (1982년~1993년) 포틀랜드 파이리츠 (1993년~2016년) 스프링필드 선더버즈 (2016년~현재) |
| 경기장              | 매스뮤추얼 센터 |
| 연고지              | 매사추세츠주 스프링필드 |
| 상징색              | 네이비 블루, 스카이 블루, 빨강, 금, 하양                                                                                            |
| 구단주              | 스프링필드 하키 LLC. |
| 단장                | 에릭 조이스 |
| 감독                | 조르디인 키니어 |
| NHL 제휴            | 플로리다 팬서스 |
| ECHL 제휴           | - |
| 정규시즌 우승       | - |
| 콘퍼런스 우승       | 1 (1996) |
| 디비전 우승         | 2 (2006, 2011) |
| 칼더 컵             | 1 (1994) |
| 영구 결번           | - |

스프링필드 선더버즈스(Springfield Thunderbirds)는 미국 매사추세츠주 스프링필드를 연고지로 하는 AHL의 동부 콘퍼런스 애틀랜틱 디비전 소속 아이스 하키팀이다.

## 역대 홈경기장
| 스프링필드 선더버즈 |             |          |                         |      |
| 경기장              | 사용기간    | 수용인원 | 장소                    | 비고 |
| 매스뮤추얼 센터     | 2016년~현재 | 6,866명  | 매사추세츠주 스프링필드 | 빈칸 |